# Bramenstromakelkje
Het bramenstromakelkje (Rutstroemia fruticeti) is een schimmel die behoort tot de familie Rutstroemiaceae. Het leeft saprotroof (?) op dode stengels van braam. Het vormt apothecia.

## Kenmerken
Asci
De asci zijn langwerpig, met afmetingen van 120–150 × 12–18 µm (vers) of 100–120 × 9–12 µm (uitgedroogd), 8-sporig, met een amyloïde apicale ring die diep blauw kleurt in IKI zonder KOH-voorbehandeling. De ring is 1–2 µm hoog (vers) of 3–4 µm (uitgedroogd). Ze hebben korte stelen en ontstaan uit croziers. De wand is transparant die bruinrood kleurt in IKI.
Ascosporen
Vers uitgestoten sporen zijn hyaliene, ongesepteerd, ellipsvormig en hebben afmetingen van 15–21 × 5–7 µm, met een stevige wand (0,3–0,4 µm dik). Ze bevatten vaak twee grotere oliedruppels van 2–4,5 µm naast vele kleinere. Overrijpe sporen (13–20 × 6–7,5 µm) worden septaat (1–2 septen), met tot drie oliedruppels per cel. De sporen kunnen kiemen en conidia vormen van 1,5–2,5 µm in diameter.
Parafysen
De parafysen zijn ongeveer even lang als de asci, zonder of met licht opgezwollen toppen. De eindcel is 36–60 × 3–5.5 µm en bevat lichtgele tot oranjebruine vacuoles.
Excipulum
Het medullaire excipulum bestaat uit hyaliene hyfen, met cellen van 15–80 × 3–8 µm. Het ectale excipulum bevat hyaliene tot bruinachtige cellen van 4–6 µm breed, met roodbruine exudaatvlekken op de buitenste hyfen.

## Verspreiding
In Nederland komt het bramenstromakelkje zeer zeldzaam voor. Het staat op de rode lijst in de categorie 'Kwetsbaar'.